# 江宁大学城

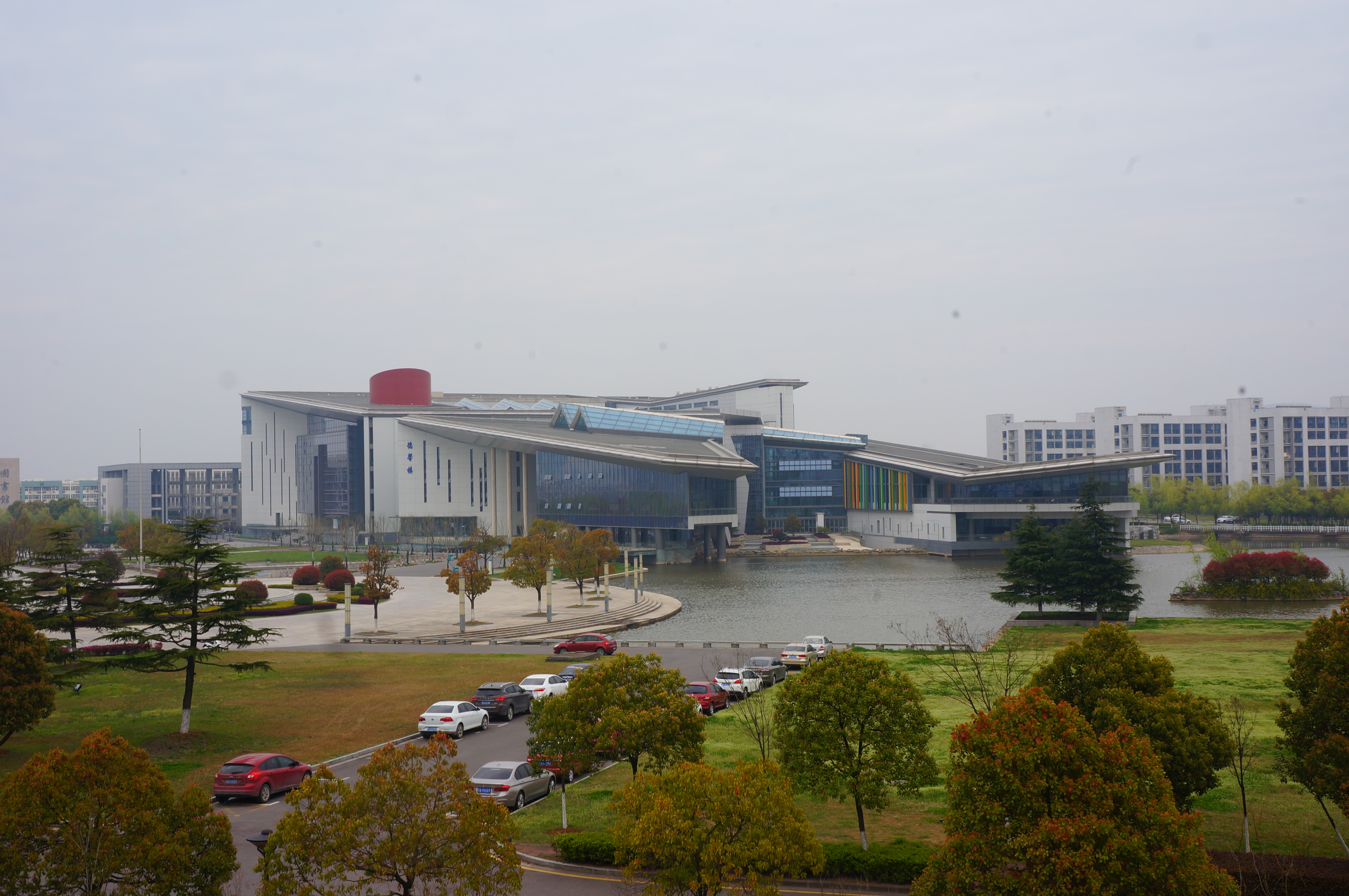
南京医科大学

江宁大学城位于南京市江宁区，位于方山周围27平方公里的地域。

## 入驻学校
| 院校-校區名稱        | 性質                           | 地址              |
| -------------------- | ------------------------------ | ----------------- |
| 東南大學             | 雙一流A（一流大學建設高校A類） | 東南大學路2號     |
| 南京航空航天大學     | 雙一流（一流學科建設高校）     | 將軍大街29號      |
| 河海大學             | 雙一流（一流學科建設高校）     | 佛城西路8號       |
| 南京工程學院         | 普通大學                       | 弘景大道1号       |
| 金陵科技學院         | 普通大學                       | 弘景大道99号      |
| 南京曉莊學院         | 普通大學                       | 弘景大道3601号    |
| 南京醫科大學         | 重點大學                       | 漢中路140號       |
| 中國藥科大學         | 雙一流（一流學科建設高校）     | 龙眠大道639号     |
| 南京郵電大學江寧校區 | 雙一流（一流學科建設高校）     | 计划中            |
| 南京傳媒學院         | 重點大學                       | 弘景大道3666号    |
| 江蘇海事職業技術學院 | 高等职业技术学院               | 格致路309号       |
| 金陵協和神學院       | 高等宗教院校                   | 樵歌路 100号      |
| 江蘇經貿職業技術學院 | 高等职业技术大学               | 光华路石门坎104号 |
| 正德職業技術學院     | 高等职业技术大学               | 将军大街18号      |
| 南京交通職業技術學院 | 高等职业技术大学               | 龍眠大道629號     |
| 南京旅遊職業學院     | 江苏省属于普通专科学校         | 月华西路 1号      |
| 應天職業技術學院     |                                | 仙林大道          |